# Feliniopsis milloti
Feliniopsis milloti là một loài bướm đêm trong họ Noctuidae.